# Museum van de Zwartzusters
Het Museum van de Zwartzusters (Frans: Musée des Soeurs Noires) is een museum in de gemeente Ganshoren in het Brussels Hoofdstedelijk Gewest. Het is een van de twee musea die gevestigd zijn in de Basiliek van Koekelberg; het andere is het Museum voor Moderne Religieuze Kunst.

## Achtergrond
De Zwartzusters zijn van oorsprong armenzusters of cellieten, ook wel alexianen genoemd. Deze broeders en zusters verspreidden zich in de 14e eeuw vanaf het Rijnland over de Nederlanden en bekommerden zich over de armen. Vanwege hun toewijding aan de pestverzorging was er veel steun uit de bevolking voor de Zwartzusters.
Door een  bul van paus Pius II uit 1459 werd het voor de cellieten mogelijk om kloosters te stichten. De zusters volgden de leer van Sint-Augustinus en gingen verder als de Zwartzusters. Deze benaming is voor het eerst terug te vinden in 1465, zes jaar nadat de paus zijn bul had uitgevaardigd.

## Oprichting
Het museum is gevestigd in de Basiliek van Koekelberg. Het ontstond nadat de Brusselse vestiging van de zusters in 1998 bij gebrek aan roepingen leeg kwam te staan. Een deel van het patrimonium kwam in handen van de vereniging Vrienden van de Nationale Basiliek, die er een van de twee musea in de basiliek mee inrichtten. Het andere museum is het Museum voor Moderne Religieuze Kunst.

## Collectie
In het museum is religieuze kunst en burgerlijk interieur te zien. De religieuze kunst werd in vorige eeuwen vooral gebruikt voor het uitvoeren van de eredienst. Daarnaast worden schilderijen uit de Vlaamse school getoond die teruggaan tot de 16e eeuw en Vlaamse religieuze beeldhouwwerken vanaf de 14e eeuw.
Het burgerlijke deel bestaat uit antiek meubilair, porselein en koperen en tinnen vaatwerk. Deze voorwerpen zijn afkomstig uit de 17e tot 19e eeuw. Andere gebruiksvoorwerpen zijn bijvoorbeeld kantwerk, zoals Brusselse naaldkant en Vlaamse klos uit de 18e en 19e eeuw.